# Пирс, Ларри
Ларри Пирс (англ. Larry Peerce, 19 апреля 1930, Нью-Йорк) — американский кинорежиссёр и продюсер. Среди его известных работ фильм «Раз картошка, два картошка» и музыкальный фильм «The Big TNT Show».

## Биография
Ларри Пирс родился в Бронксе (Нью-Йорк) в семье известного оперного певца Жана (Джана) Пирса. Окончил Университет Северной Каролины в Чапел-Хилл.
Его дебютным фильмом стала чёрно-белая картина 1964 года «Раз картошка, два картошка» , имевшая большой успех, и в том же году отмеченная на Каннском кинофестивале. Фильм рассказывал о болезненной в то время теме межрасовых браков в США. Сама картина призов и наград не получила, но актриса Барбара Бэрри получила награду в номинации «лучшая актриса» за исполнение роли Джулии Каллен Ричардс.
Пирсу прочили большое будущее в кинематографе. Он активно снимал кино в 60-е годы, в частности снял несколько серий вестерна «Branded» и сериала «Бэтмен». В 1969 году Ларри Пирс снял фильм «Прощай, Колумб» по мотивам произведений Филипа Рота. За режиссуру Ларри Пирс был номинирован на получение престижной премии Гильдии кинорежиссёров Америки в номинации «за выдающиеся достижения в кинематографе».
После нескольких неудачных работ, Пирс сконцентрировался на работе в мини-сериалах. В частности, Пирс снял несколько эпизодов сериала 1975 года «Настоящие охотники за привидениями», «Куини», «Женщина по имени Джекки», биографический фильм о Жаклин Кеннеди.
Ларри Пирс является лауреатом премии Акиры Куросавы.

## Фильмография
- 1964 — Раз картошка, два картошка
- 1965 — Дикий, Дикий Запад[англ.]
- 1967 — Инцидент, или Случай в метро (The Incident)
- 1969 — «Прощай, Колумбус»[англ.]
- 1973 — Пепельная среда